# Meduli
I Meduli appartenevano alle tribù di montagna che controllavano gli accessi agli alti passi alpini insieme ai Ceutroni (o Centroni) nella Tarantasia e ai Salassi in Valle d'Aosta, soprattutto per il controllo delle vie dei metallo. Erano ubicati lungo le medie vallate della Moriana, le cui alte vallate erano invece abitate dai Graioceli. Nel 16 a.C. entrarono a far parte della provincia delle Alpi Cozie. Un loro ramo migrò nei pressi di Bordeaux, in un'area che da loro prese il nome di Médoc.

## Fonti e riferimenti bibliografici
- Strabone Geografia, IV 6
- L. Comby 1977, Histoire des Savoyards, Nathan